# Bruck-Királyhida vasútállomás
Bruck-Királyhida vasútállomás (németül: Bahnhof Bruck a.d. Leitha) egy burgenlandi vasúti megállóhely, Királyhida településen, melyet a ÖBB üzemeltet.

## Vasútvonalak
Az állomást az alábbi vasútvonalak érintik:
- Ostbahn

## Kapcsolódó állomások
A vasútállomáshoz az alábbi állomások vannak a legközelebb:
- Wilfleinsdorf railway station (Wiener Neustadt Hauptbahnhof, Ostbahn, S60)
- Pándorfalu község megállóhely (Ostbahn)

## Forgalom
| Járat                                       | Útvonal | Gyakoriság |
| ------------------------------------------- | --- | ---------- |
| személyvonat / Regionalexpress/REX63 (Fhév) | Fertőszentmiklós – Fertőszéplak-Fertőd – Pamhagen (Pomogy) (– Wallern im Burgenland (Valla) – St. Andrä am Zicksee (Mosonszentandrás) – Frauenkirchen (Boldogasszony) – Mönchhof-Halbturn (Barátudvar-Féltorony) – Gols (Gálos) – Weiden am See (Védeny) – Bad Neusiedl am See (Nezsiderfürdő) – Neusiedl am See (Nezsider) – Parndorf Ort (Pándorfalu község) – Bruck a. d. Leitha (Bruck-Királyhida) – Gramatneusiedl – Wien Grillgasse – Wien Hauptbahnhof) | Napi 5 pár |
| EuroRegio                                   | Győr – Abda – Öttevény – Lébény-Mosonszentmiklós – Kimle-Károlyháza – Mosonmagyaróvár – Levél – Hegyeshalom – Nickelsdorf (Miklóshalma) – Zurndorf (Zurány) – Parndorf (Pándorfalu) – Parndorf Ort (Pándorfalu község) – Bruck a.d. Leitha (Bruck-Királyhida)(– Götzendorf – Gramatneusiedl – Wien Grillgasse – Wien Hauptbahnhof (Bécs)) | 2 óránként |